# Can Borrell (Sant Cugat del Vallès)
Can Borrell és un edifici del municipi de Sant Cugat del Vallès (Vallès Occidental) que forma part de l'Inventari del Patrimoni Arquitectònic de Catalunya. A l'interior figura la data de 1783 en una porta. La seva situació al final de la vall de Gausac pot venir del fet que en trobar-se a l'antic camí de Sant Cugat a Barcelona fos utilitzada com a posada.

## Descripció
És una masia de planta rectangular amb teulat a dues vessants i estructura formada per planta baixa, pis i golfes. La seva estructura és molt simple, cal destacar una característica molt freqüent en les masies d'aquesta zona que és la d'obrir una petita galeria a la part destinada a les golfes. Simetria longitudinal de la porta d'entrada, la finestra central i les golfes.